# Jeleznogorsk-Ilimski
Pour les articles homonymes, voir Jeleznogorsk.
Jeleznogorsk-Ilimski (en russe : Железногорск-Илимский) est une ville de l'oblast d'Irkoutsk, en Russie. Sa population s'élevait à 22 743 habitants en 2021.

## Géographie
Jeleznogorsk-Ilimski est située à 16 km de la rivière Ilim, à 474 km au nord d'Irkoutsk et à 3 955 km à l'est de Moscou.

## Histoire
L'origine de la ville remonte à la découverte du gisement de fer Korchounikha sur la montagne Jeleznaïa (de fer). En 1950, dans le cadre de la mise en exploitation du gisement, la localité se développe et prend le nom de Jeleznogorsk. En 1965, elle acquiert le statut de ville et le nom de Jeleznogorsk-Ilimski. En 1965 fut mis en service le complexe d'enrichissement de Korchounovski.

## Population
Recensements ou estimations de la population  :
| 1959* | 1970*  | 1979*  | 1989*  | 2002*  |
| ----- | ------ | ------ | ------ | ------ |
| 1 983 | 22 179 | 29 087 | 32 326 | 29 093 |

| 2010*  | 2012   | 2013   | 2014   | 2015   |
| ------ | ------ | ------ | ------ | ------ |
| 26 079 | 25 446 | 25 955 | 24 505 | 24 235 |

| 2016   | 2017   | 2018   | 2019   | 2020   |
| ------ | ------ | ------ | ------ | ------ |
| 23 979 | 23 643 | 23 412 | 23 137 | 22 950 |

## Économie
L'économie de la ville repose sur 
- l'entreprise Korchounovski GOK (Коршуновский горно-обогатительный комбинат, Korchounovski gorno-obogatitelny kombinat) : mine et usine d'enrichissement du minerai de fer ;
- deux entreprises d'exploitation forestière et de production de bois d'œuvre.